# Amegilla cingulifera
Amegilla cingulifera es una especie de abeja excavadora perteneciente al género Amegilla, categorizada en la tribu Anthophorini, de la subfamilia Apinae. Fue descrita científicamente por el naturalista inglés Theodore Dru Alison Cockerell en 1910.
Los ejemplares adultos miden 10-12 mm de longitud, con pelaje dorado y blanco, rayas turquesas en la parte del abdomen y alas de color marrones.

## Distribución
Se distribuye por Europa y Asia, en Irán, India, Sri Lanka, Nepal, China y Birmania.